# Melophorus iridescens
Melophorus iridescens är en myrart som först beskrevs av Carlo Emery 1887.  Melophorus iridescens ingår i släktet Melophorus och familjen myror.

## Underarter
Arten delas in i följande underarter:
- M. i. fraudatrix
- M. i. froggatti
- M. i. iridescens